# Beauséjour (La Réunion)
Pour les articles homonymes, voir Beauséjour.
Beauséjour est un quartier de la commune française de Sainte-Marie, à La Réunion. Il sort de terre dans les années 2010 à la faveur d'opérations immobilières portées par CBo Territoria.